# 葡萄牙共产党（马列）
葡萄牙共产党（马列）（葡萄牙語：Partido Comunista de Portugal (Marxista-Leninista)），简称葡共（马列）（PCP(m-l)），是葡萄牙历史上的一个毛主义政党。
该党于1970年成立，起源于1964年由弗朗西斯科·马丁斯·罗德里格斯创建的葡萄牙马列主义委员会。
该党逐渐分裂为两个派别：一个是流亡派，由赫杜伊诺·戈麦斯（也称埃杜伊诺·维拉尔）领导；另一个是葡萄牙国内派，由卡洛斯·哈内罗领导，他的化名为门德斯。
从1974年5月起，两派正式分裂，双方均自称“葡萄牙共产党（马列）”。维拉尔派最终保留了该名称，并成立工农联盟作为“选举阵线”，准备参加1975年葡萄牙制宪会议选举（工农联盟被禁止参加此次选举；在之后的选举中，工农联盟和葡萄牙共产党（马列）都参与了竞选）。对立派则另组建了人民团结党。
赫杜伊诺·戈麦斯的新党与马丁斯·罗德里格斯的原党主要分歧在于主要敌人的定位：后者始终认为人民的主要敌人是“垄断资本和美帝国主义”，而维拉尔派则将葡萄牙共产党、阿尔瓦罗·库尼亚尔的“社会法西斯主义”以及“俄罗斯社会帝国主义”视为主要敌人。赫杜伊诺·戈麦斯于1980年代退出该党，转向音乐领域的商业活动，现为社会民主党的知名成员，与该党的保守派关系密切。